# Bunchosia diphylla
Bunchosia diphylla är en tvåhjärtbladig växtart. Bunchosia diphylla ingår i släktet Bunchosia och familjen Malpighiaceae.

## Underarter
Arten delas in i följande underarter:
- B. d. brevisurcularis
- B. d. diphylla